# Јован II Цариградски
Патријарх Јован II Кападокијски (грч. Ιωαννης Β΄ Καππαδοκης; преминуо 520.) је био цариградски патријарх, канонизован за светитеља.

## Биографија
На патријаршијски престо изабран 518. године, више на захтев народа него на захтев цара Анастасија I. Доласком на власт цара Јустина I и променом верске политике у држави, Јован признаје Халкидонски сабор као свети и васељенски и потписивањем формуле Хормизда анатемисао своје претходнике на Цариградском трону, почев од патријарха Акакија. Анатемисани су и многи патријарси Александријске и Антиохијске цркве, међу којима и Севир Антиохијски.Тако је завршен Акакијевски раскол. 
Умро је 520. године.
Поштован је од стране Цариградске патријаршија. Дан спомена је 25. август.